# Яман, Ирем
Ирем Яман (тур. İrem Yaman; род. 4 августа 1995, Анкара) — турецкая тхэквондистка. Двукратная чемпионка мира (2015, 2019), двукратная чемпионка Европы (2016, 2018) в весовой категории до 62 кг.

## Личная жизнь
Ирем Яман родилась 4 августа 1995 года в Анкаре. Тхэквондо начала заниматься в 8-летнем возрасте.
Окончила факультет спортивных наук университета Хаджеттепе, являлась членом университетской команды по тхэквондо. После получения степени бакалавра продолжила обучение на спортивном отделении университета Сельчук в Конье, окончив который, получила степень магистра.

## Карьера

### Кикбоксинг
В 2012 году в Братиславе на чемпионате мира по кикбоксингу среди кадетов и юниоров Яман завоевала бронзовую медаль в семи-контактной категории свыше 70 кг. Год спустя завоевала «серебро» на чемпионате Европы по кикбоксингу среди юниоров, проходившем в польской Крынице-Здруй.

### Тхэквондо
Яман дебютировала в тхэквондо на международном уровне, приняв участие в 2014 году на молодёжном чемпионате в Иннсбруке, где одержала победу в категории до 67 кг.
Год спустя 18-летняя Яман впервые стала чемпионкой мира, одержав уверенную победу над испанкой Мартой Кальво в финальном поединке мирового первенства, проходившего в Челябинске, в категории до 62 кг.
Впоследствии турецкая спортсменка не раз подтверждала свой высокий уровень на различных международных соревнованиях, в том числе дважды став чемпионкой Европы (в 2016 году в Монтрё и в 2018 году в Казани), дважды — победительницей Универсиад (в 2017 году в Тайбэе и в 2019 году в Наполи), одержала победу в турнире Большого шлема (в 2017 году в Уси).
В 2019 году на проходившем в Манчестере чемпионате мира Ирем завоевала своё второе в карьере «золото» мировых первенств, став первой турецкой тхэквондисткой, кому покорилось подобное достижение.
В 2021 году Яман объявила о завершении своей спортивной карьеры.